# 餐具

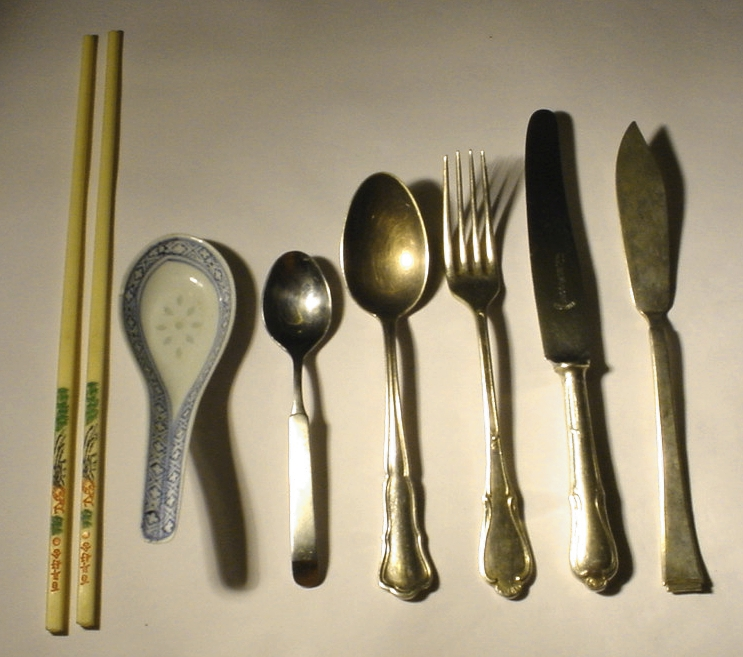
筷子、瓷匙、茶匙、汤匙、餐叉、餐刀、奶油刀

餐具，是用來進行飲食的器具，是日用品之一，如碗、盤（碟）、杯、餐刀、餐叉、筷子等。不同的地方、民族有不同的飲食文化，所以餐具也各有不同，例如西方的刀叉與東方的筷子。

## 中餐餐具
中餐餐具分为主餐具和辅餐具两类。主餐具包括筷子、匙、碗、盘等；辅餐具有湿巾、水杯、水盂、牙签等。水盂是盛放清水的小水盆，用来洗手。

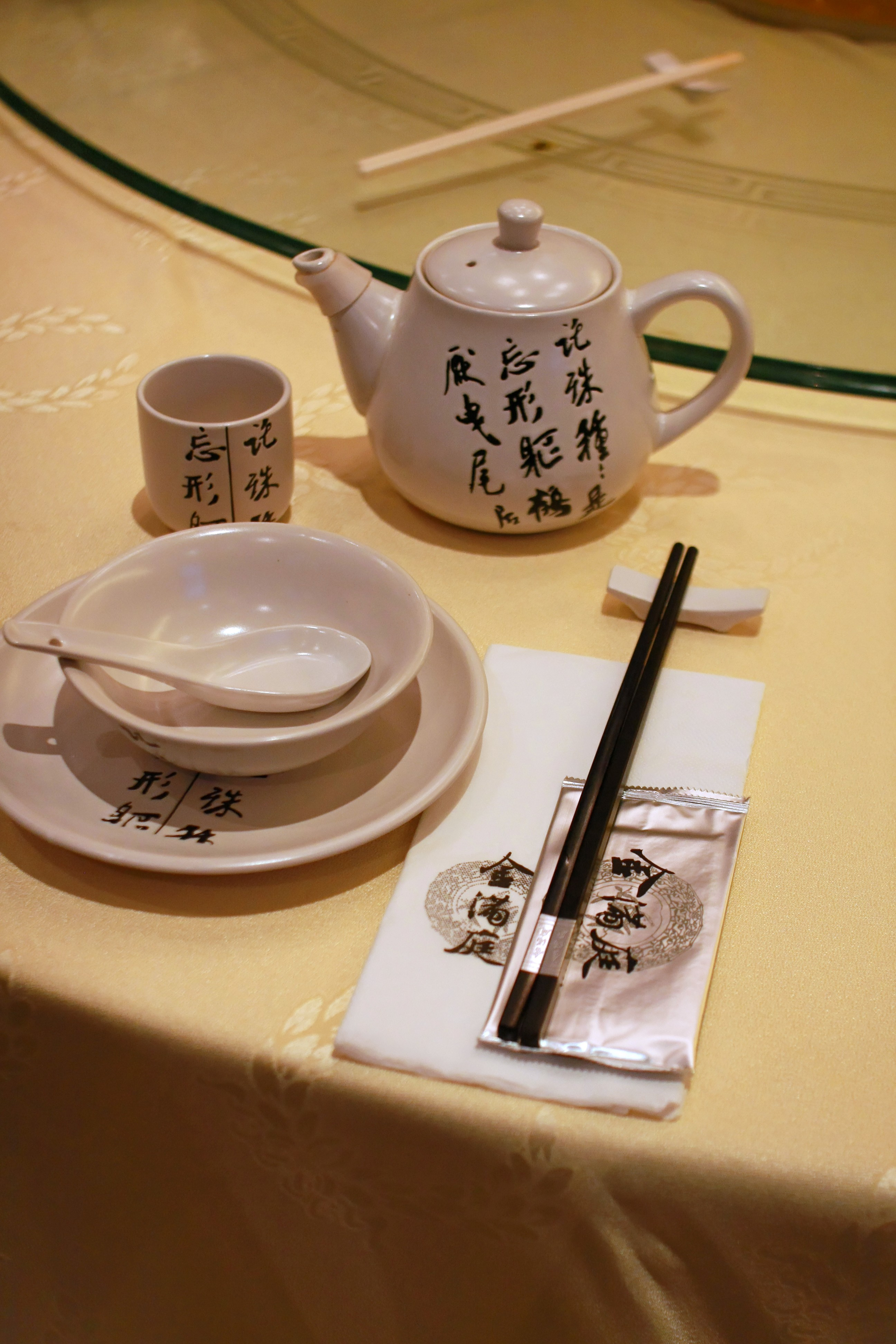
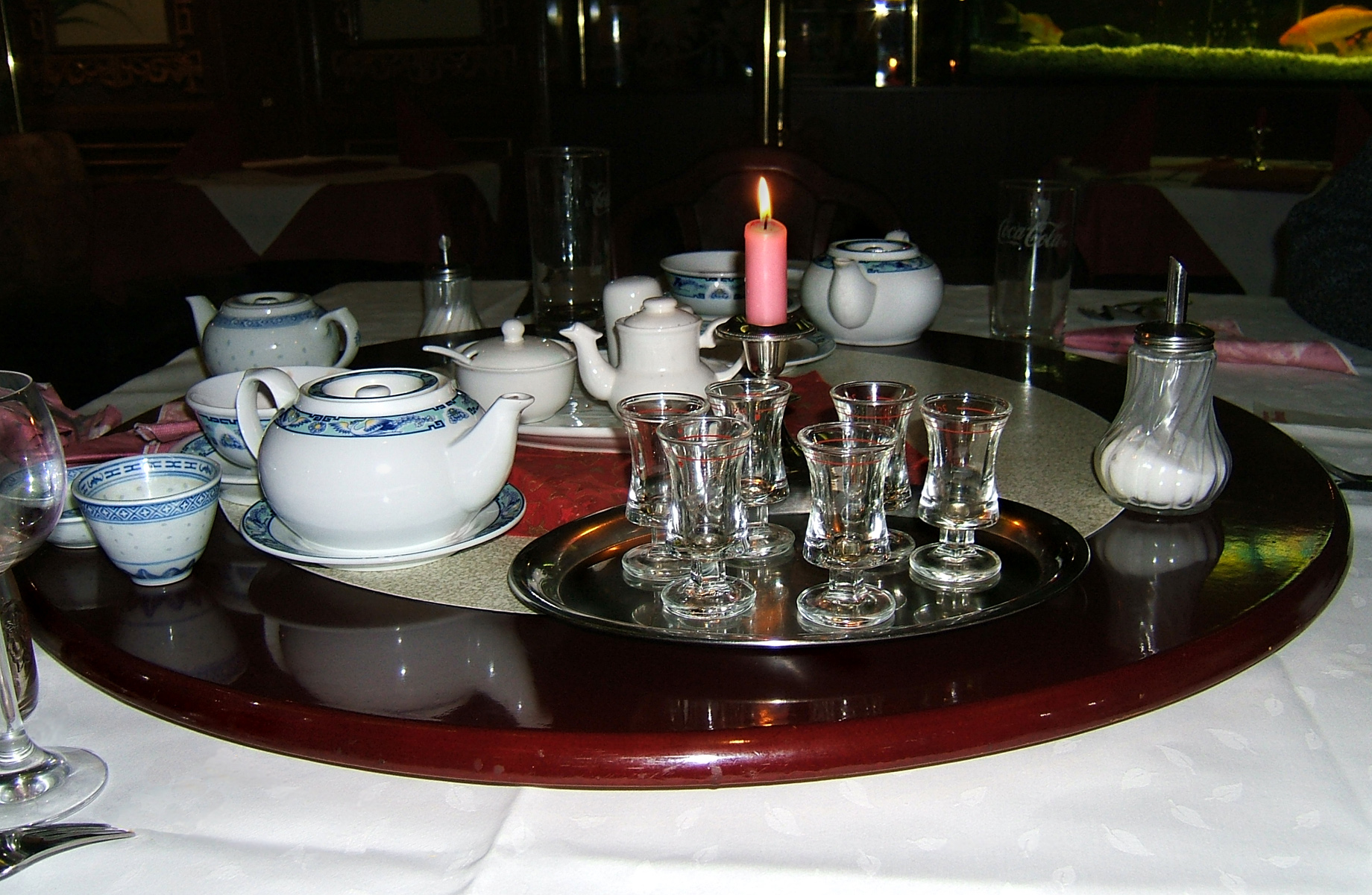
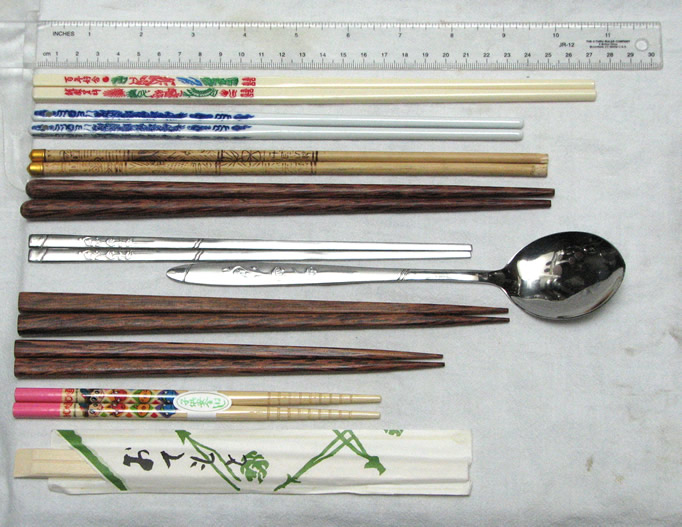
筷子材质有塑胶、陶瓷、竹、木、金属等
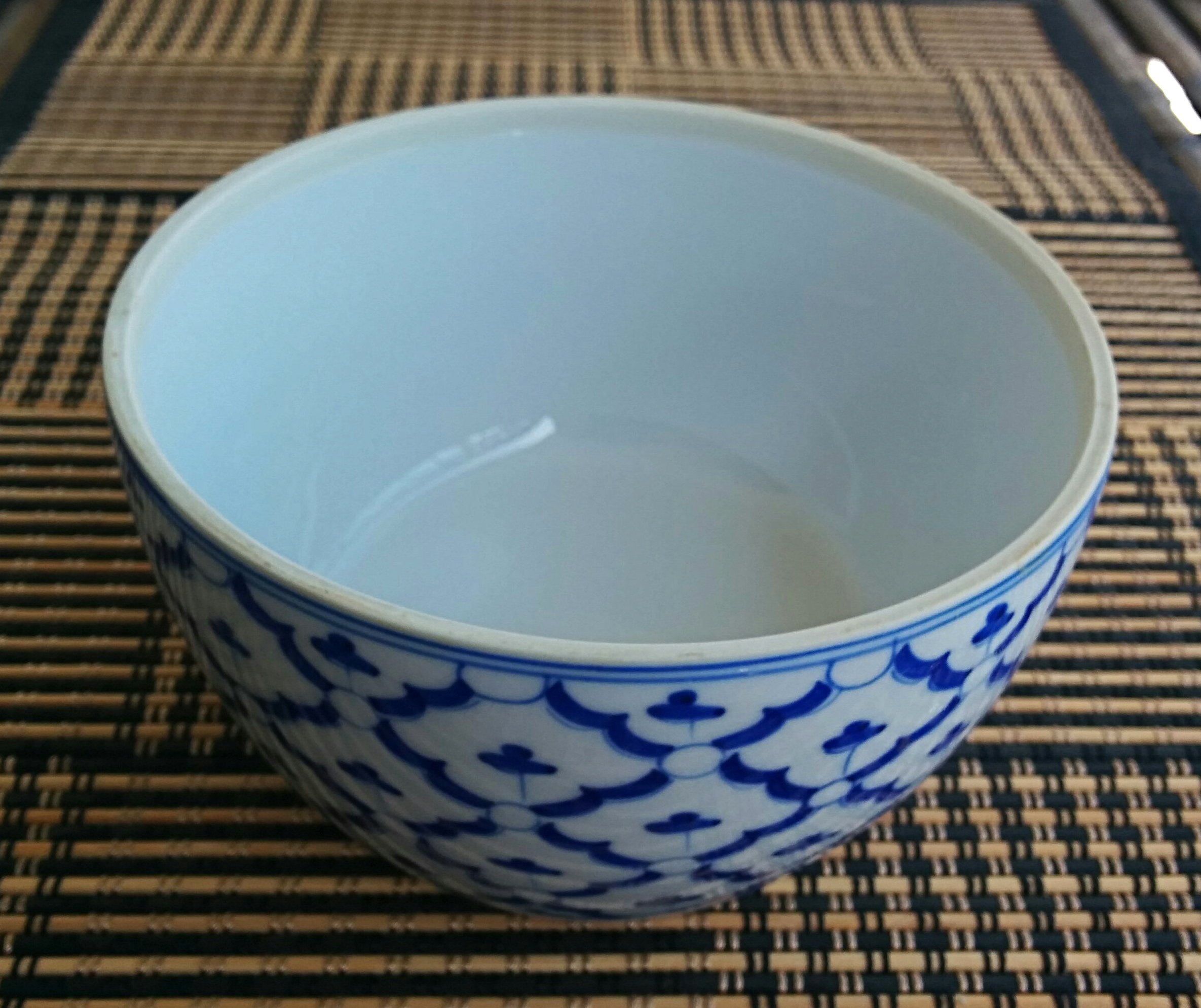
碗

## 西餐餐具

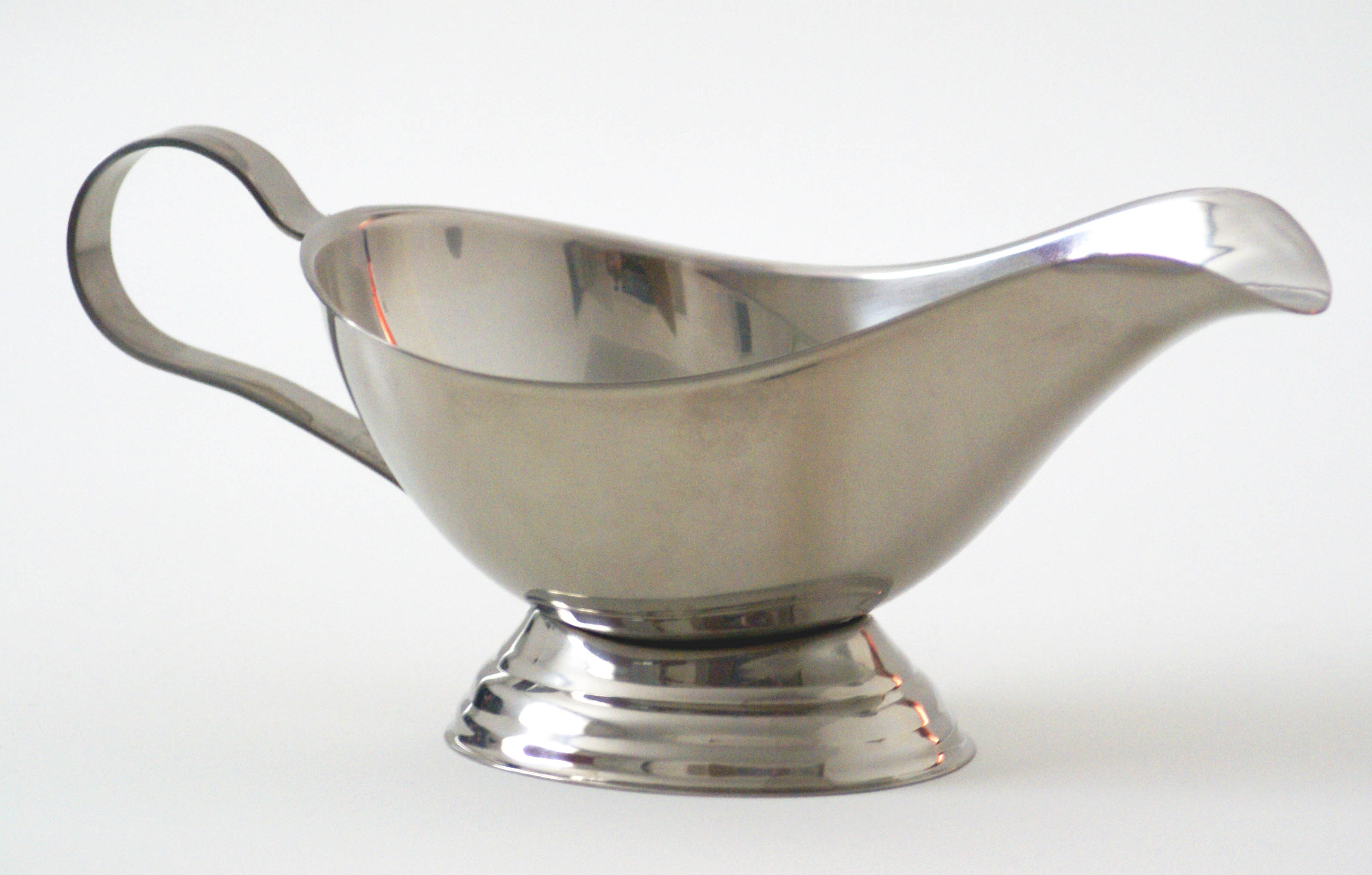
醬料船
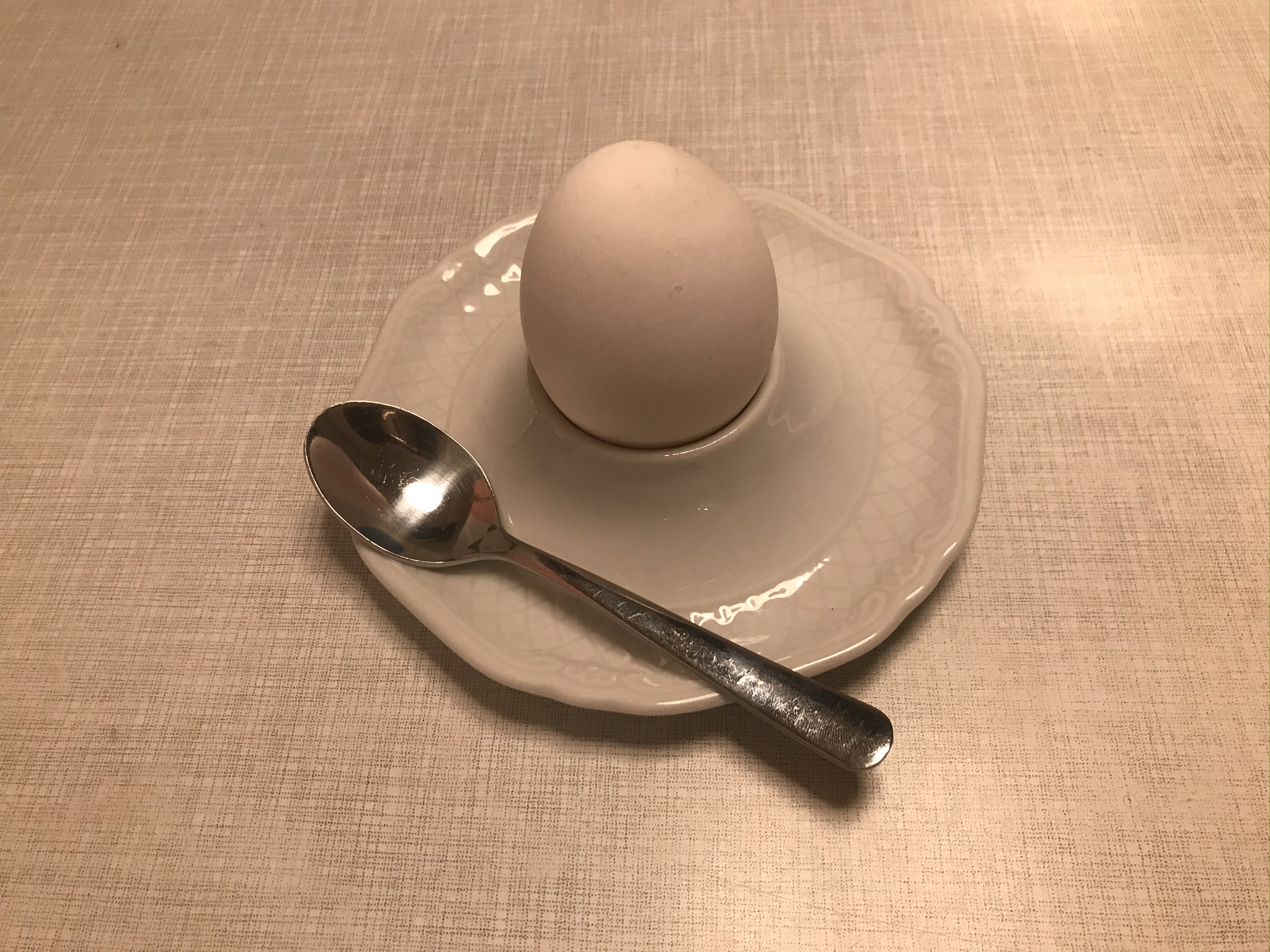
鸡蛋碟

西餐的主要餐具包括餐巾、刀、叉、餐匙等，也有盘、碟、杯、水盂、牙签等辅餐具。抹黄油用的餐刀、吃鱼用的刀叉、吃肉用的刀叉、吃甜品用的刀叉，形状各异，摆放的位置也不同。

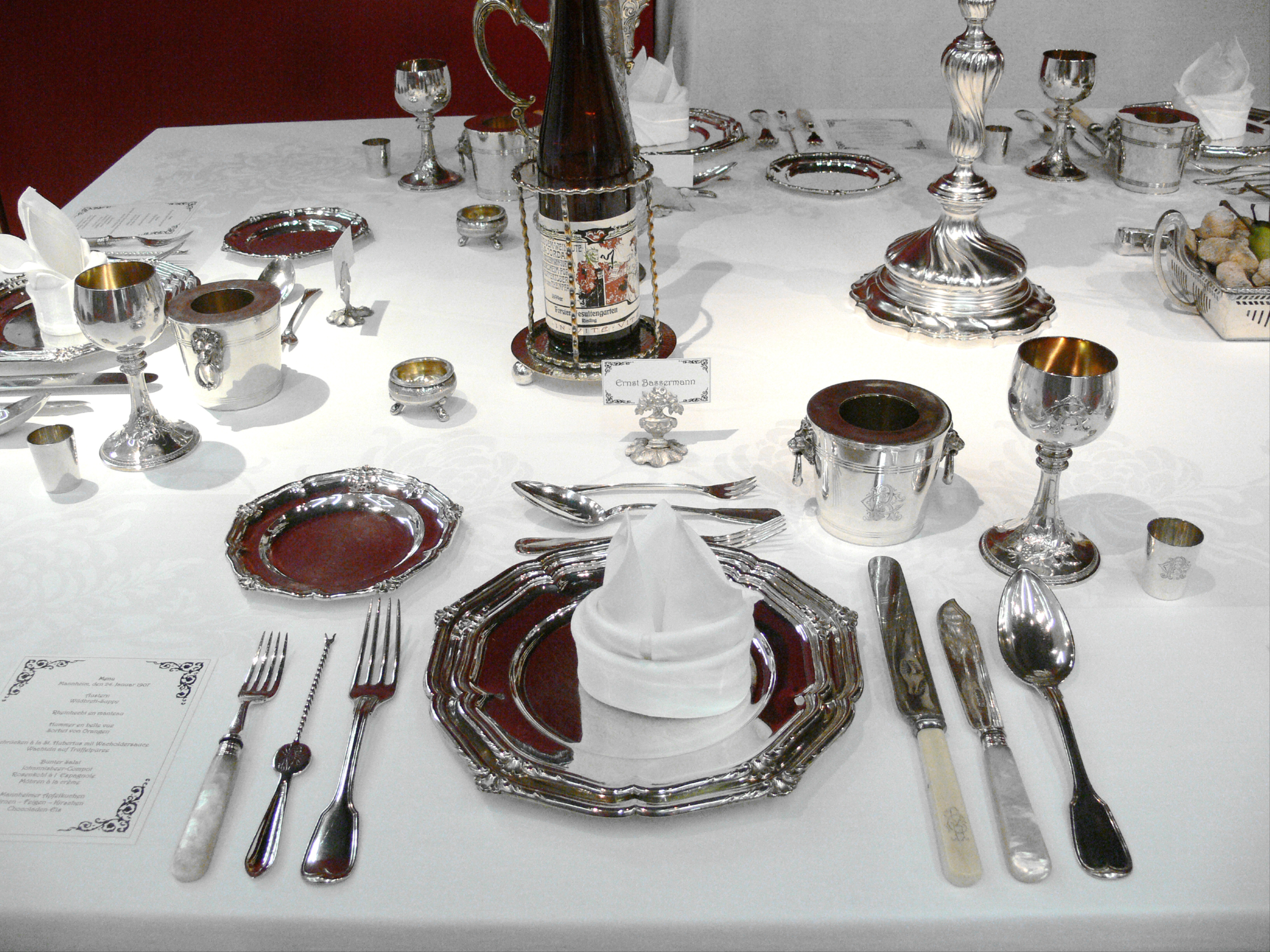
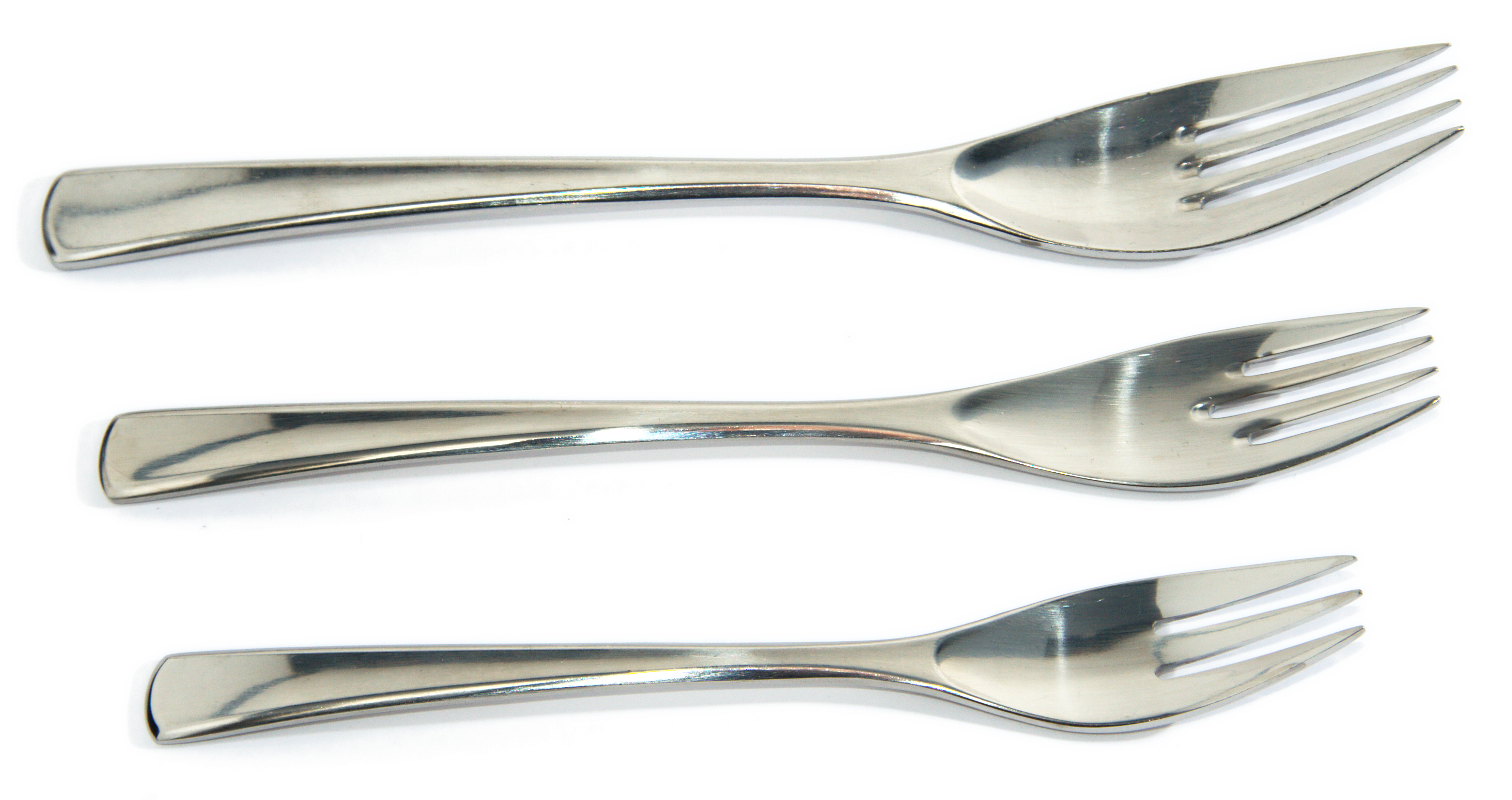
餐叉、鱼叉、甜品叉
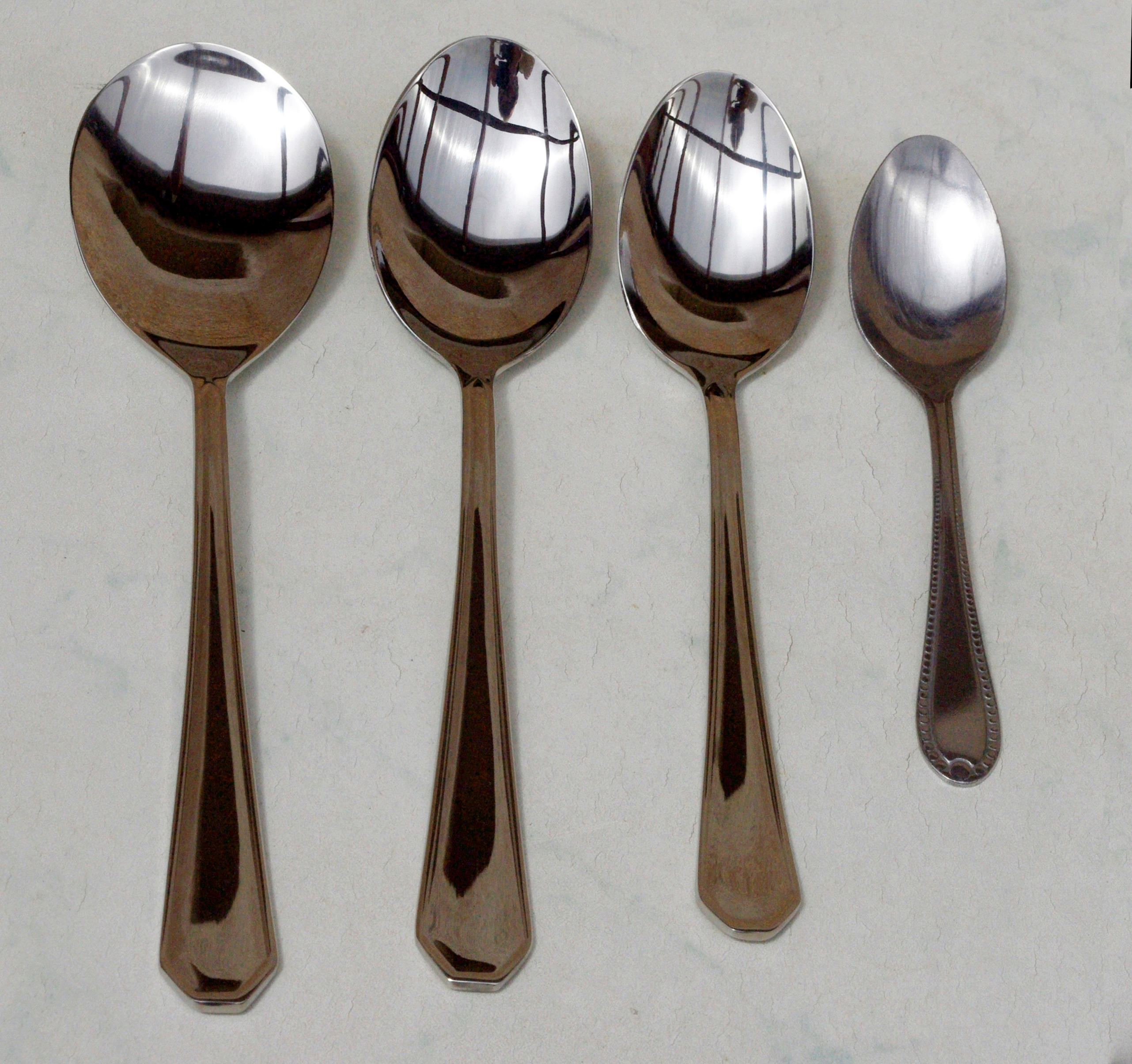
服务勺、汤匙、甜品勺、茶匙
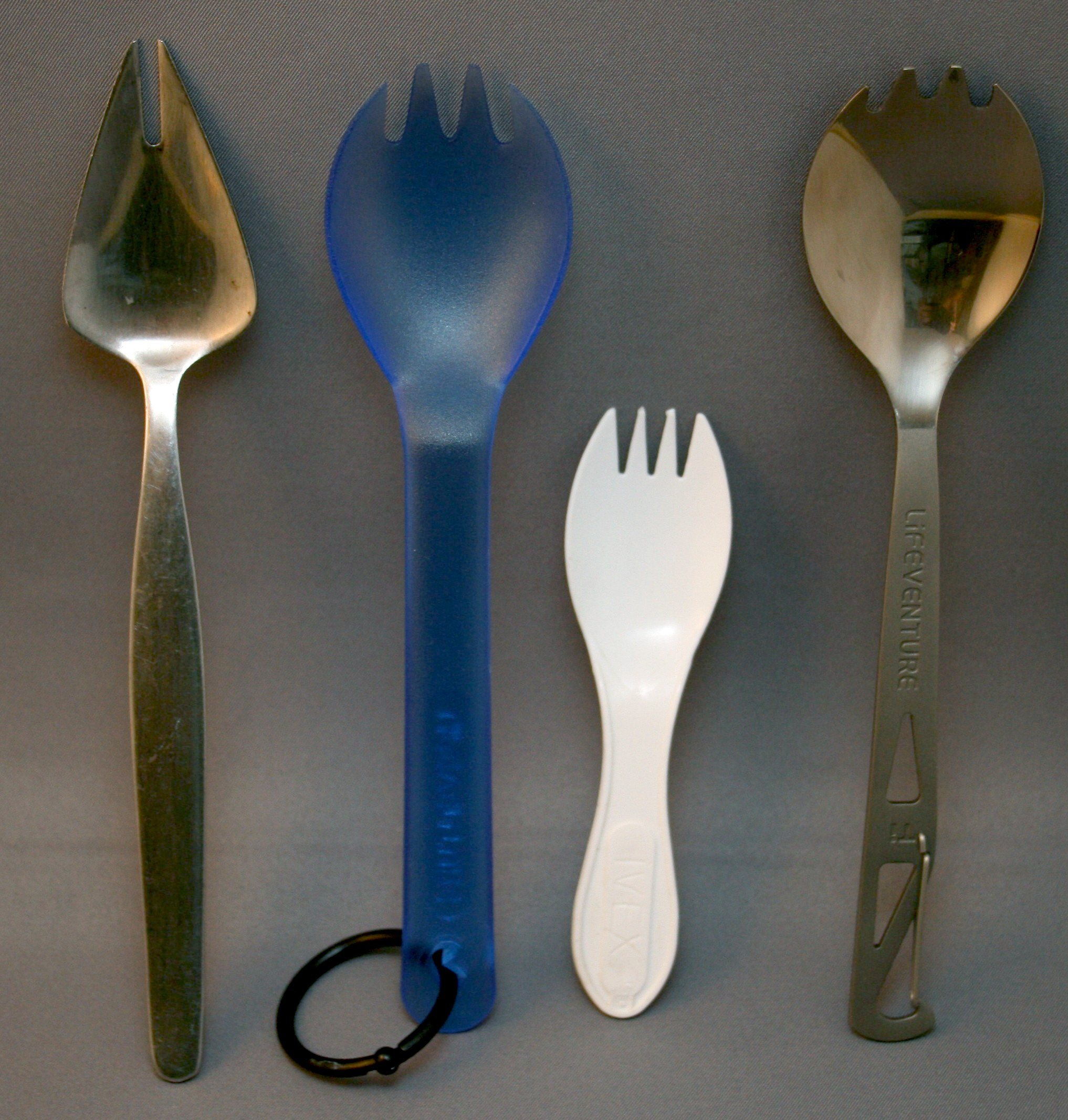
叉勺
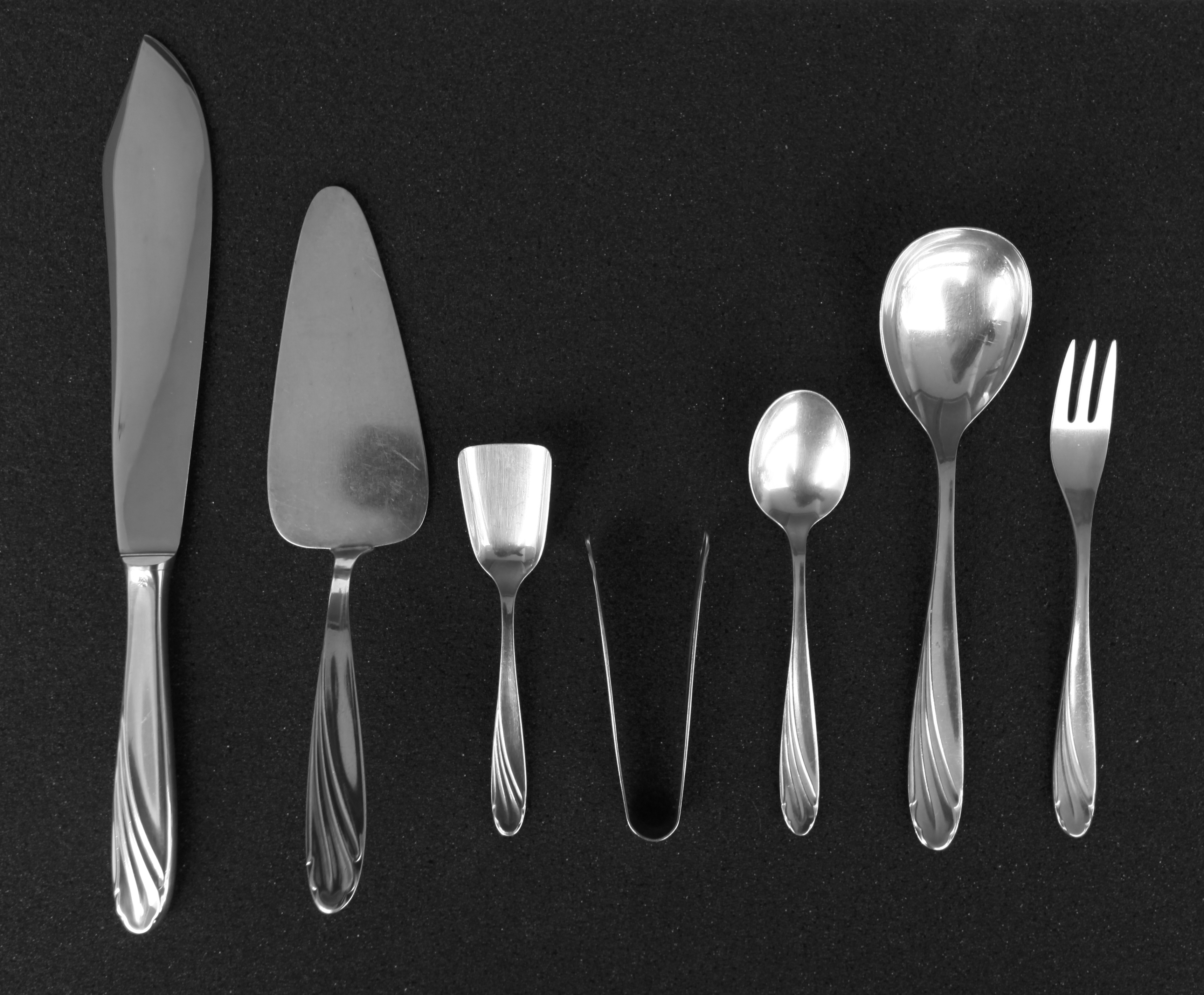
蛋糕、咖啡餐具
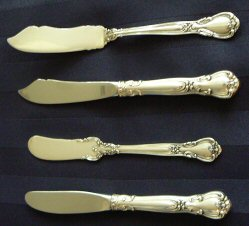
黄油刀

- 醬料船
- 鸡蛋碟

## 一次性餐具
一次性餐具是用纸、竹、保丽龙、塑胶等原料制成的快餐盒、汤碗、方便面碗、生鲜托盘等。使用一次性餐具可以避免一些唾液传染的传染病，如甲型肝炎，但用后即丢亦会造成大量垃圾并引起废弃物问题。

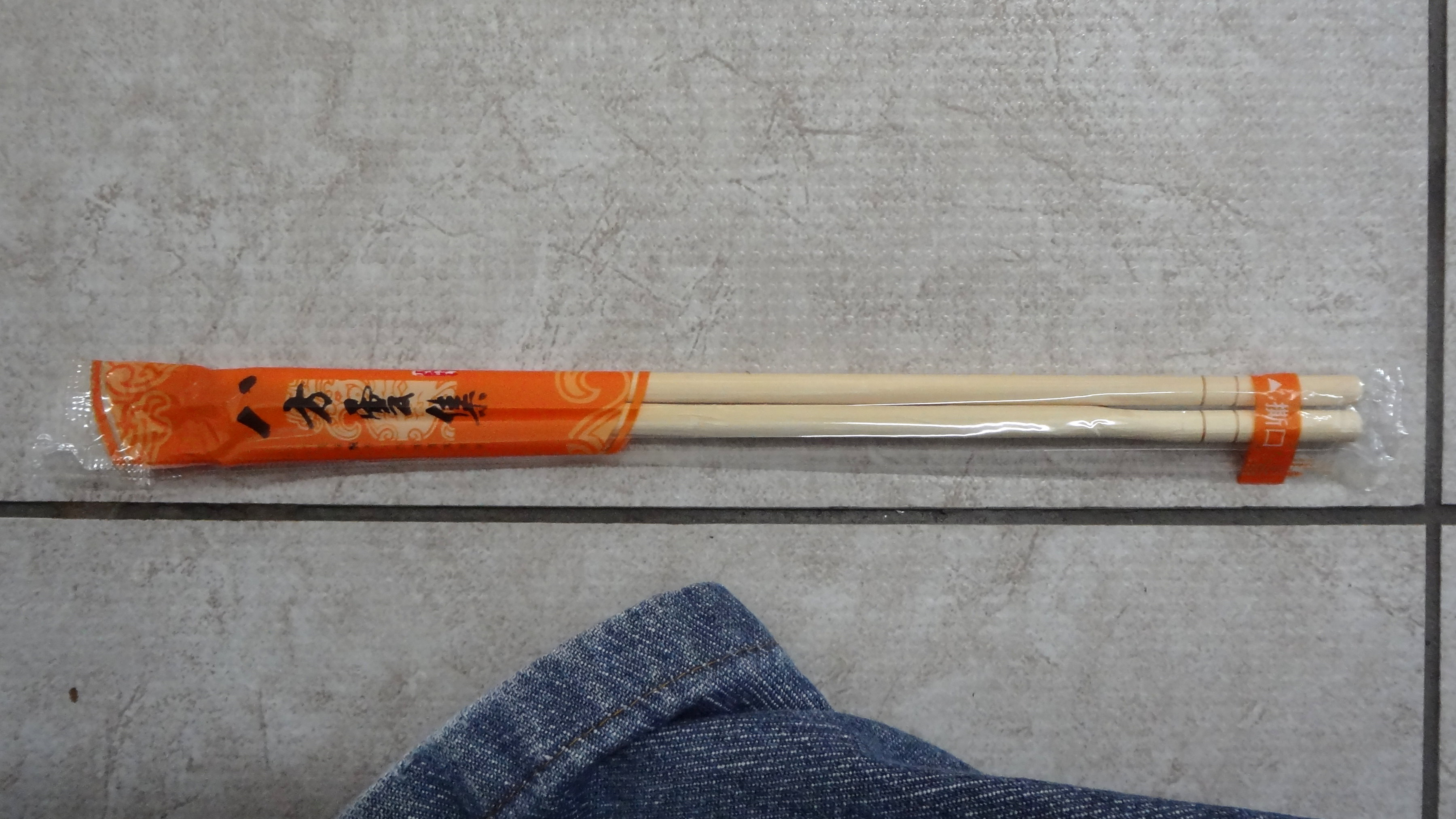
一次性筷子
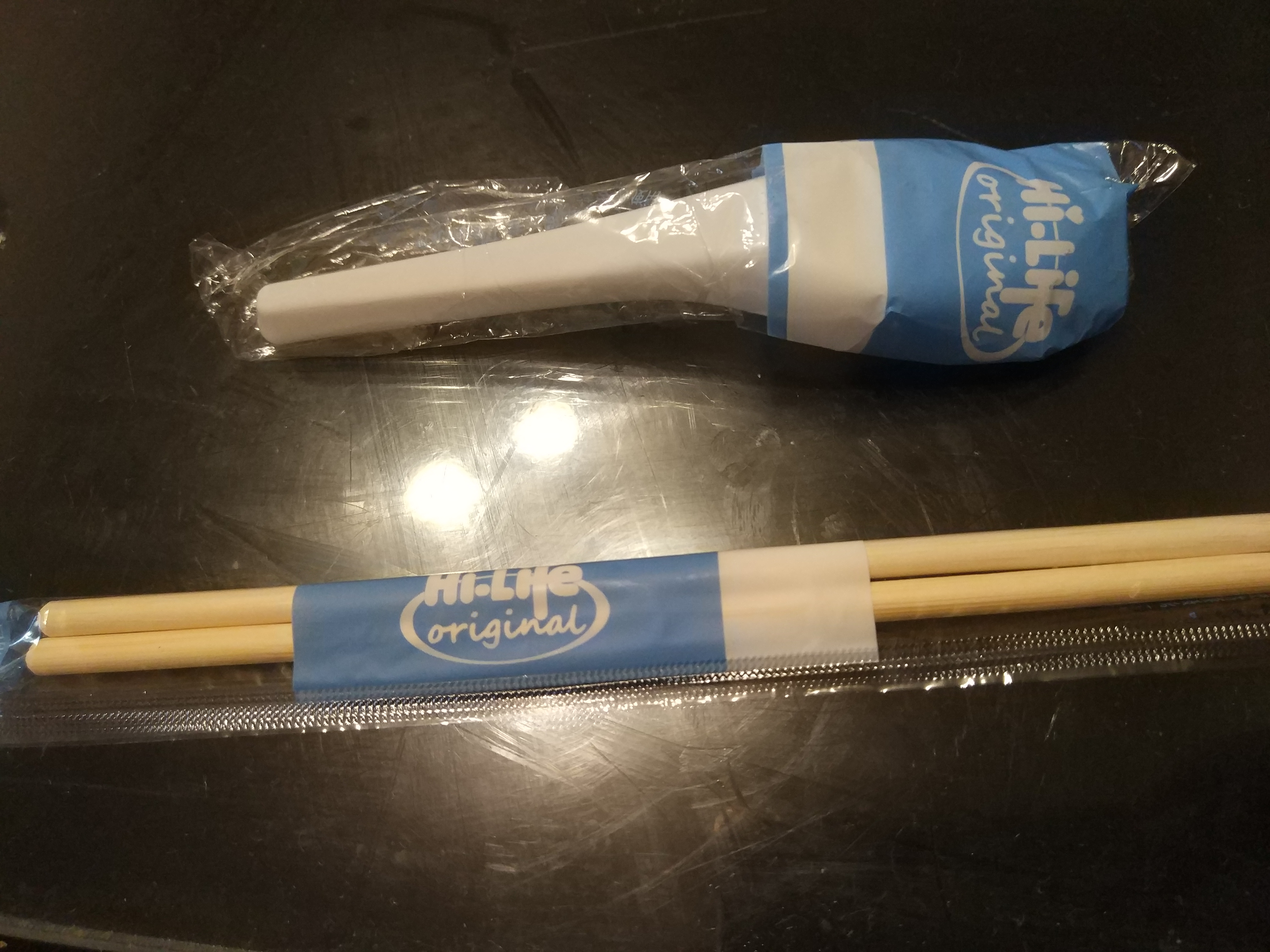
免洗筷和塑膠湯匙
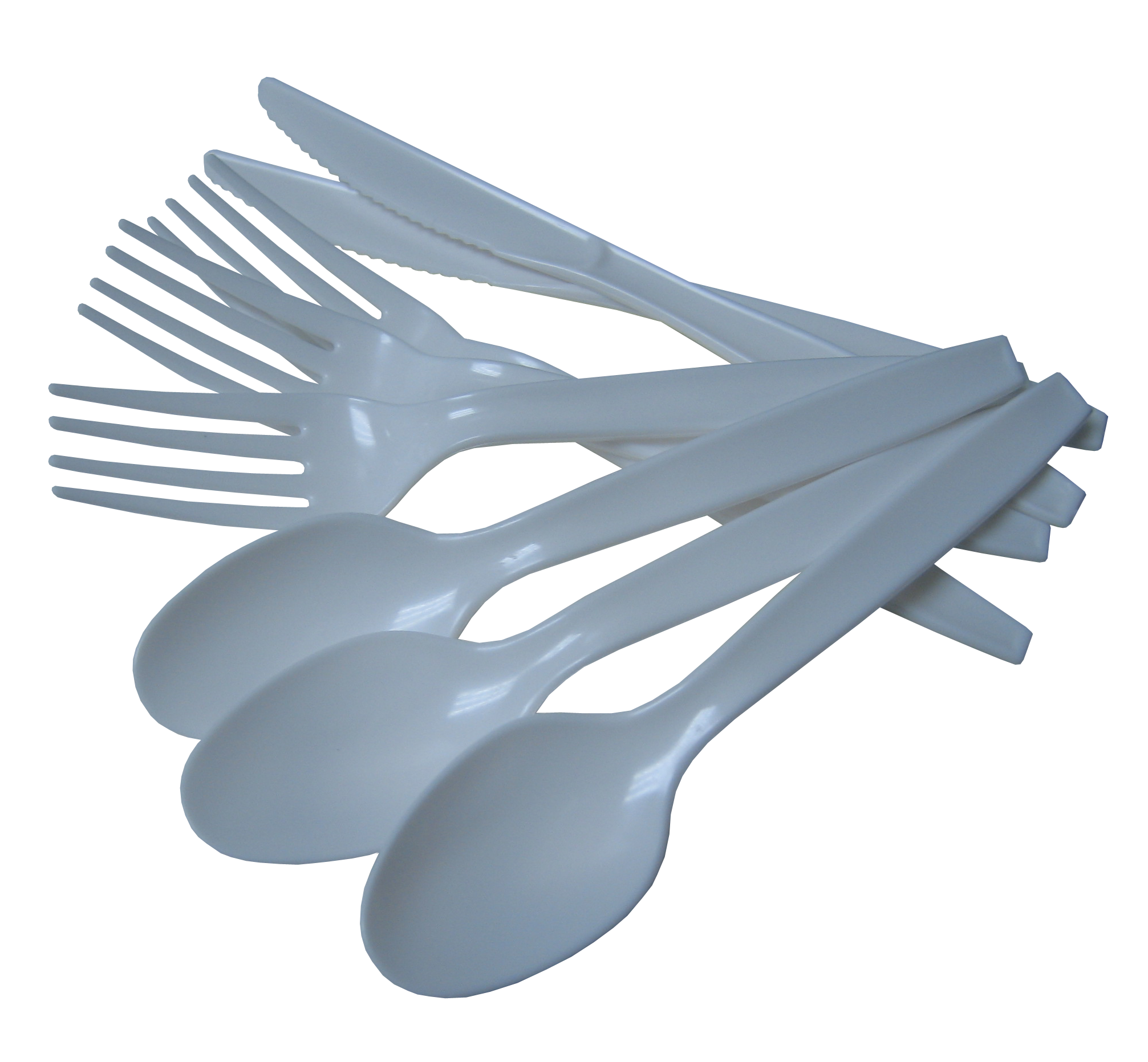
一次性刀叉
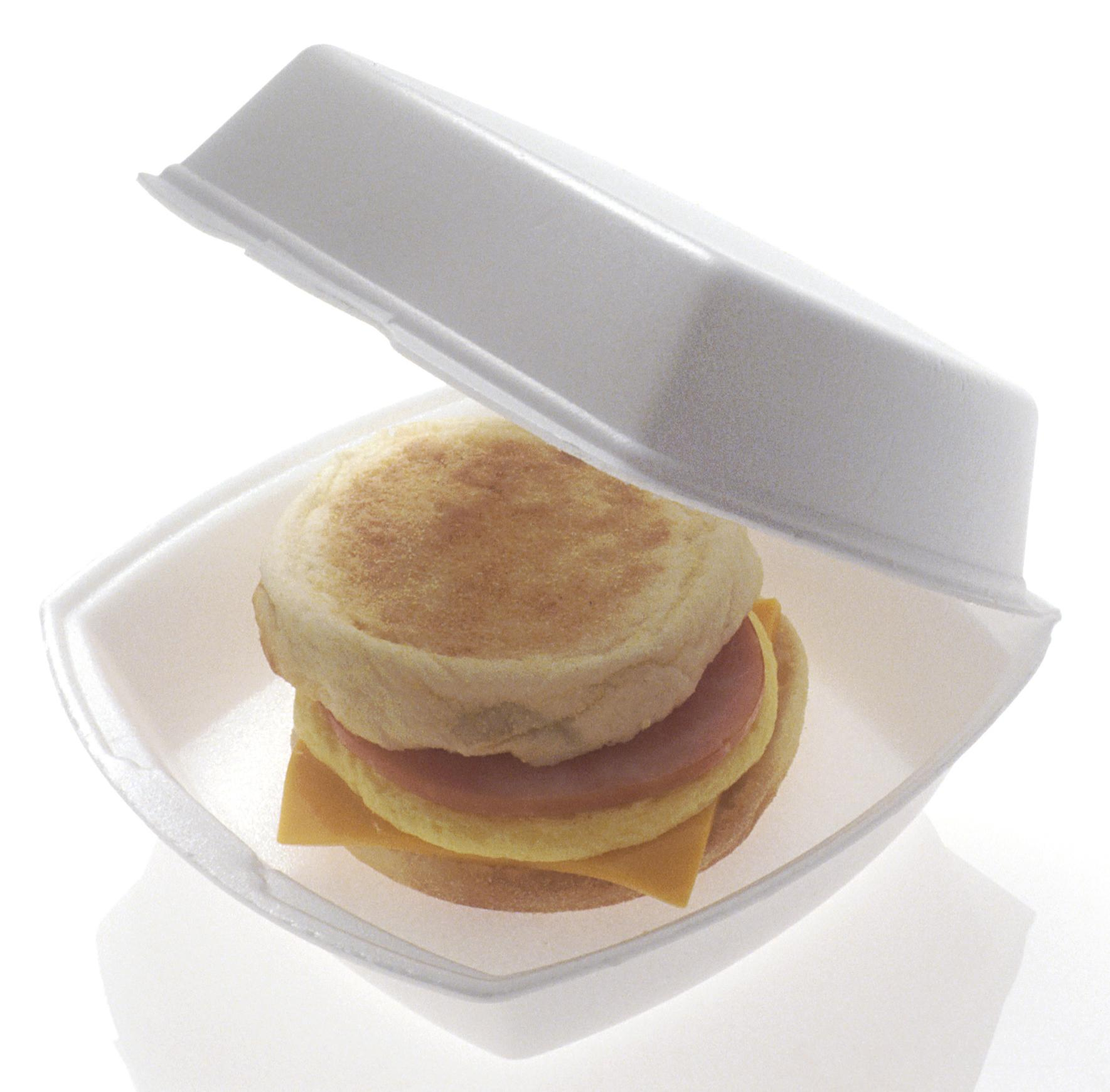
一次性饭盒
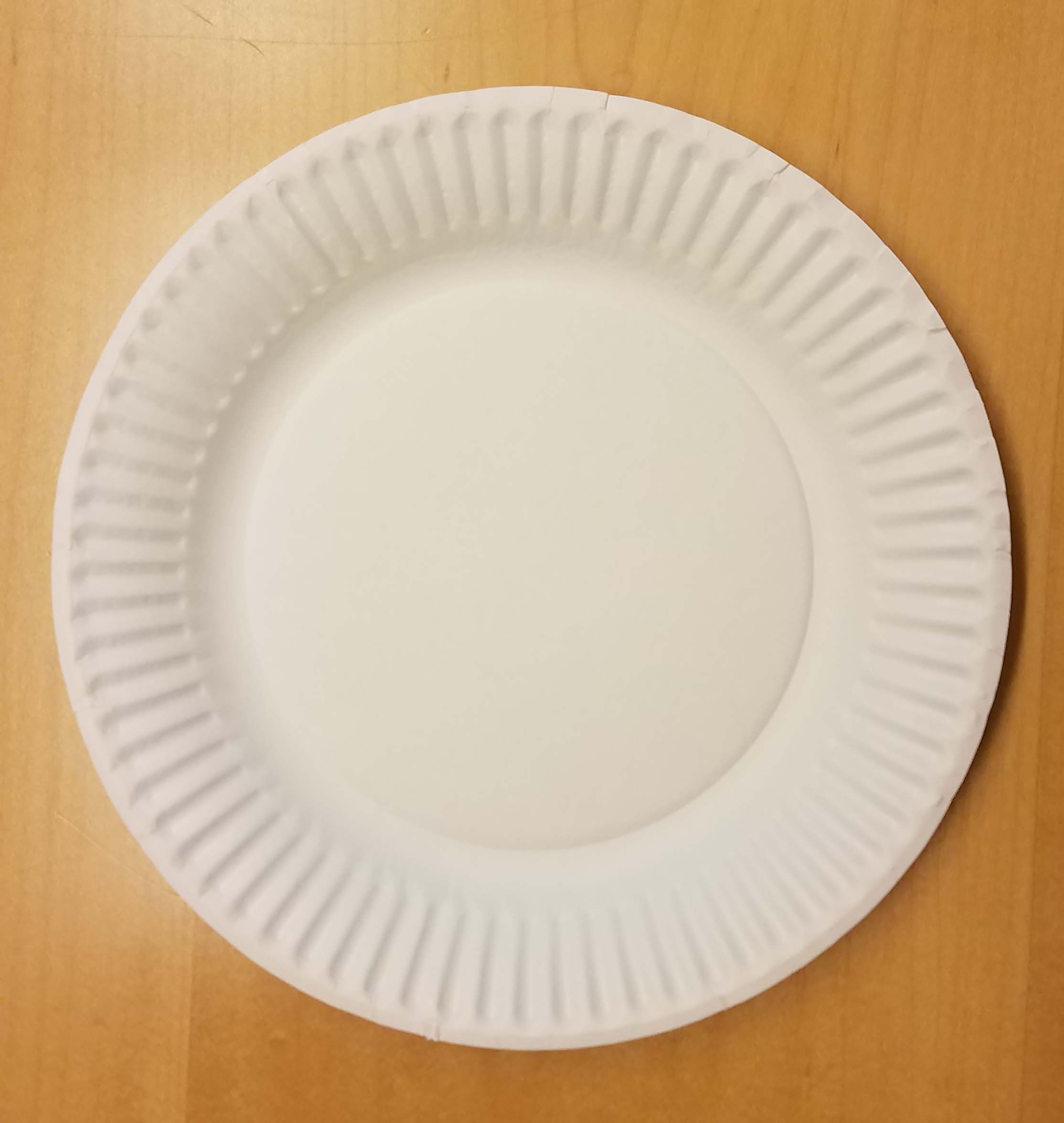
纸盘
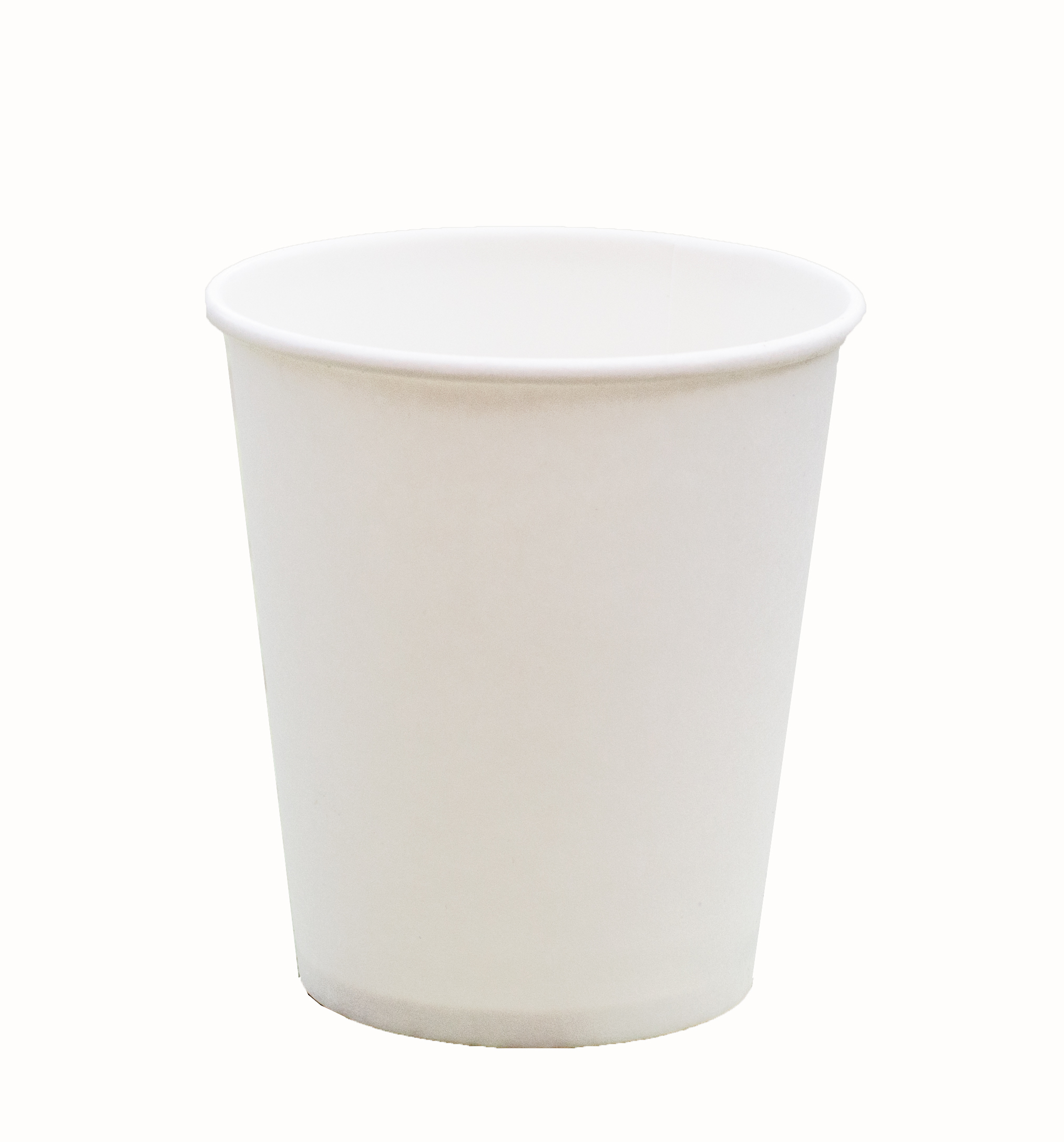
纸杯

## 特种餐具

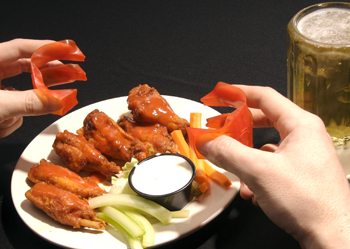
髒剋
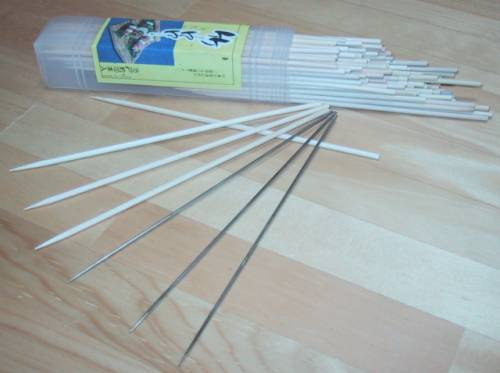
竹籤和铁签
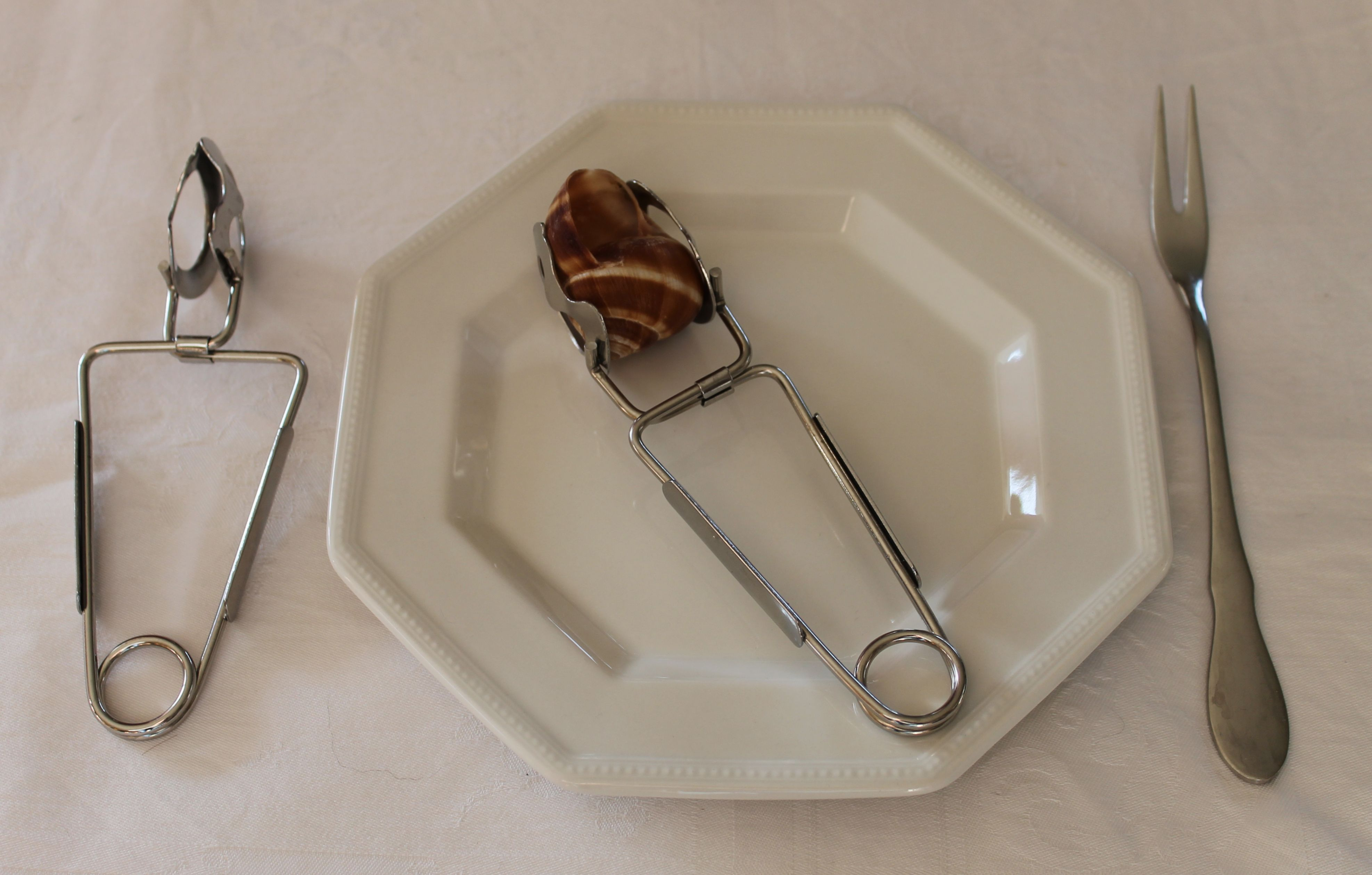
蜗牛餐具
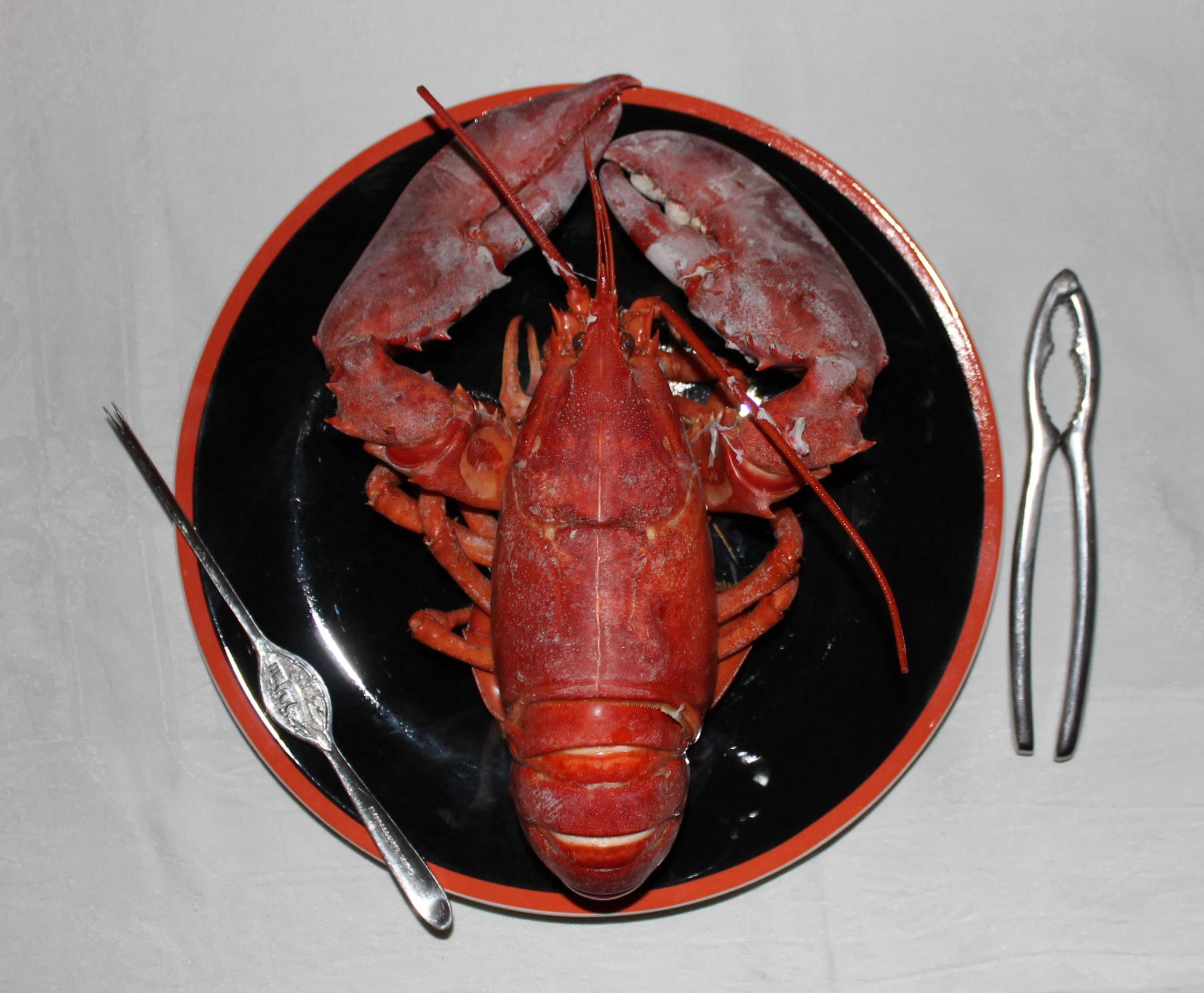
龙虾餐具
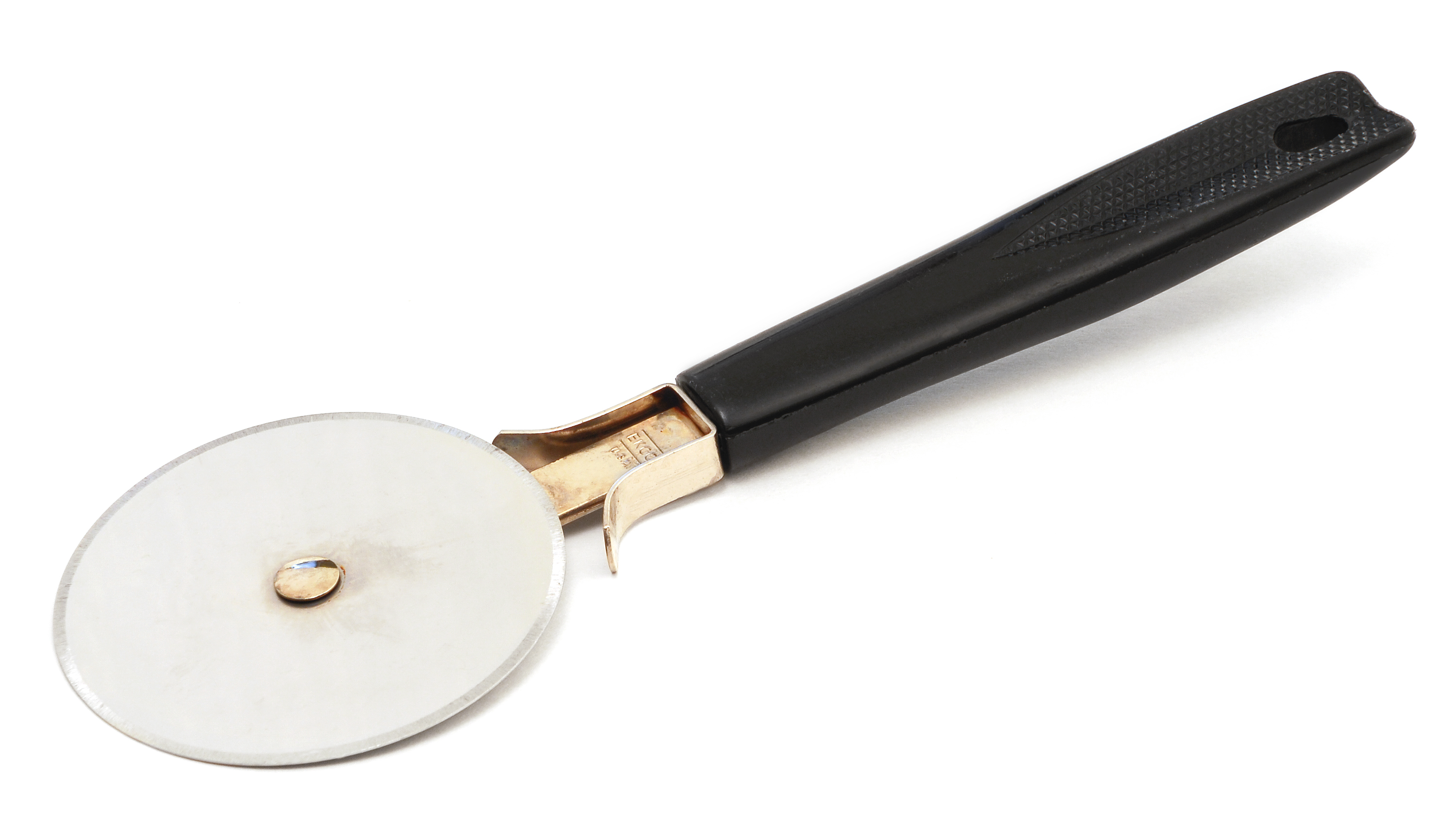
披薩刀
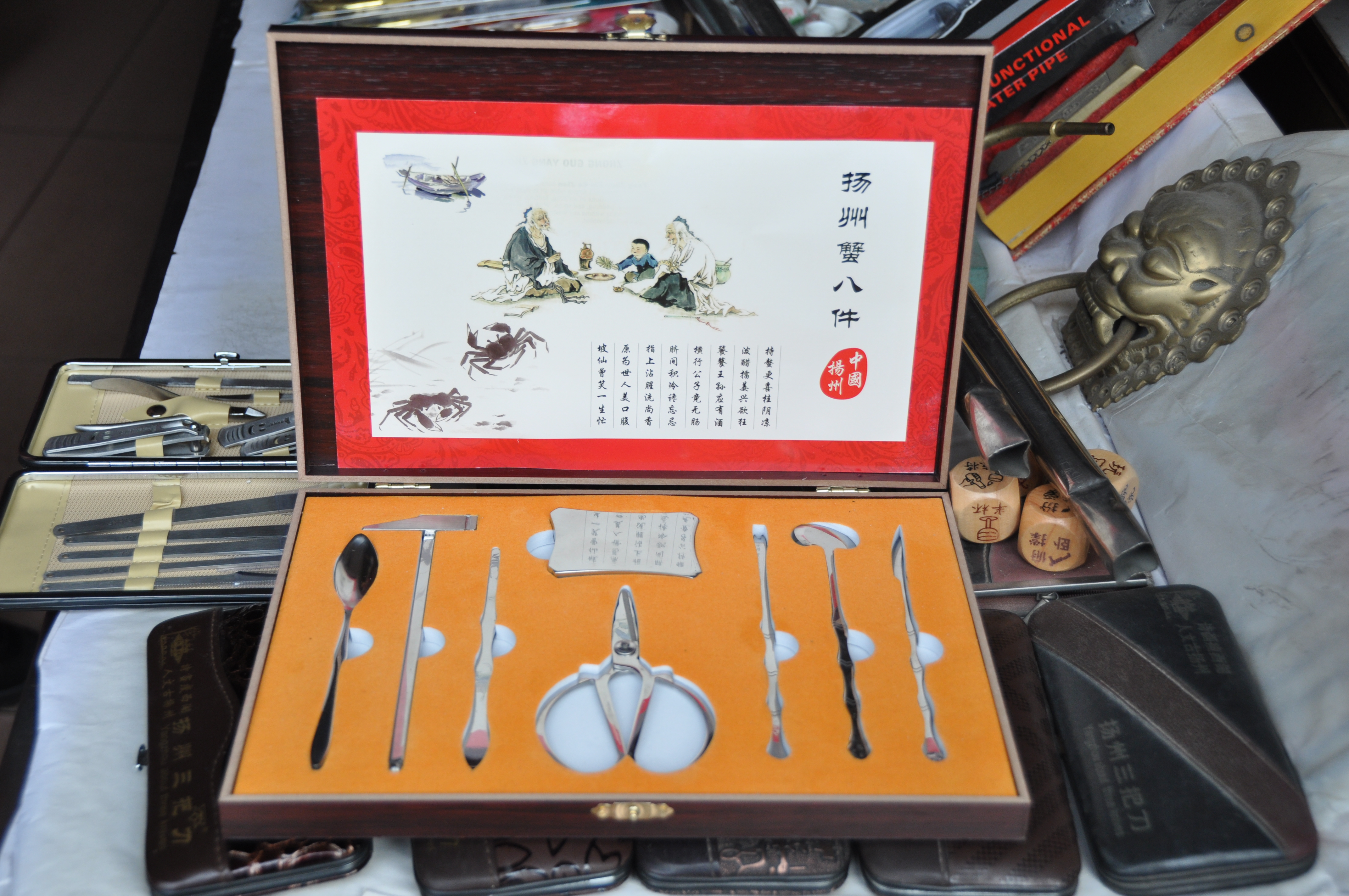
蟹八件